# أولاد علواني (قرية)
قرية أولاد علواني هي إحدى القرى التابعة لمركز الضبعة في محافظة مطروح في جمهورية مصر العربية. حسب إحصاءات سنة 2018، بلغ إجمالي السكان في أولاد علواني 1,015 نسمة، منهم 511 رجل و 504 امرأة.